# مقاطعة أرشالي
مقاطعة أرشالي (بالكازاخية: Аршалы ауданы) هي مقاطعة تقع في أوبليس أكمولا شمال كازاخستان. بلغ عدد سكانها 29,620 في إحصاء 1999 و27,940 في إحصاء عام 2009.